# Steve McNulty
Stephen Michael „Steve” McNulty (Liverpool, 1983. szeptember 26. – ) angol hivatásos labdarúgó, 2016-tól a Tranmere Rovers hátvédje.

## Életrajz

### Kezdeti karrierje
Liverpoolban született 1983. szeptember 26-án. Labdarúgói pályafutását a Liverpool FC Akadémiájánál kezdte, 7 éves korában.

## Sikerei, díjai
Barrow
- Conference North play-offs: 2007–08

Fleetwood Town
- Conference North play-offs: 2009–10
- Conference Premier: 2011–12

Luton Town
- Conference Premier: 2013–14

Egyéni
- Az év játékosa (Conference North): 2007–08[7]
- Az év játékosa (Luton Town FC): 2013–14[8]
- PFA League Two Team of the Year: 2014–15[9]

## Fordítás
- Ez a szócikk részben vagy egészben  a   Steve McNulty című angol Wikipédia-szócikk ezen változatának fordításán alapul.  Az eredeti cikk szerkesztőit annak laptörténete sorolja fel. Ez a jelzés csupán a megfogalmazás eredetét és a szerzői jogokat jelzi, nem szolgál a cikkben szereplő információk forrásmegjelöléseként.